# Horch 14-40 PS
La Horch 14/40 PS, nota anche come Typ O, è stata un'autovettura di lusso prodotta dal 1912 al 1922 dalla Casa automobilistica tedesca Horch.

## Storia e profilo
Questa vettura fu introdotta per sostituire il precedente modello 13/35 PS, ormai prossimo al pensionamento, e colmare il vuoto che si sarebbe creato in seguito tra la 10/30 PS e la 17/45 PS. 

Disponibile nella varianti di carrozzeria torpedo, phaeton e limousine, la Typ O era in pratica un'evoluzione della 13/35 PS che si accingeva a sostituire. Essa montava infatti un motore a 4 cilindri in linea da 3560 cm³ che altro non era se non una versione ad alesaggio maggiorato (da 85 a 90 mm) del modello precedente. Caratterizzato da una distribuzione del tipo con testata ad F e con asse a camme mosso da catena, questo motore era alimentato mediante carburatori Cudell o Zenith ed erogava fino a 40 CV a 1600 giri/min. Il cambio era manuale a 4 marce, con trasmissione a cardano.

Il telaio era a longheroni e traverse ed era leggermente ricurvo verso l'alto nella parte posteriore, una soluzione che permetteva maggior stabilità alla vettura. L'avantreno ed il retrotreno erano entrambi provvisti di molle a balestra ed adottavano sospensioni ad assale rigido. L'impianto frenante prevedeva un freno di stazionamento a ceppi che agiva sul retrotreno ed un freno di servizio a pedale che invece agiva sulla trasmissione.

Con queste caratteristiche, la Typ O raggiungeva una velocità massima di 90 km/h e consumava mediamente tra i 14 ed i 16 litri di carburante ogni 100 km.

Lo scoppio della prima guerra mondiale rallentò notevolmente la produzione del modello, poiché venne data priorità alla produzione per scopi bellici. In ogni caso la 14/40 PS ricevette aggiornamenti anche durante questo difficile periodo. Al termine del conflitto, la Germania ed il suo apparato industriale si trovarono in serie difficoltà economiche, complice l'inflazione galoppante, pertanto la Horch dovette accontentarsi nei primi anni del primo dopoguerra di riproporre modelli risalenti a prima del conflitto. Tra questi vi fu anche la 14/40 PS, che venne prodotta fino al 1922.

In totale vennero prodotti 265 esemplari di 14/40 PS Typ O. L'eredità del modello venne ripresa dalla 10M25, introdotta nel 1924.